# Rodney White
Rodney Charles White (Filadelfia, 28 giugno 1980) è un ex cestista statunitense, professionista nella NBA, in Europa e in Asia.

## Carriera
Ha vestito la maglia di North Carolina al college, dove è stato eletto National Freshman of the Year dalla ESPN.
Nel draft 2001 è stato scelto con la chiamata numero 9 assoluta dai Detroit Pistons. In quattro stagioni ha giocato per i Detroit Pistons, per i Denver Nuggets e per i Golden State Warriors, e in totale ha avuto una media di 7,1 punti e 2,2 rimbalzi a partita.
In seguito ha giocato a Bilbao nella ACB spagnola per 3 partite. A fine 2006, è stato ceduto alla Scavolini-Gruppo Spar Pesaro, in Legadue, con cui ha ottenuto la promozione in Lega A.
Nel 2007 ha giocato in Cina e nel 2008 a Portorico. Nell'estate 2008 è passato al Maccabi Tel Aviv, per poi tornare dopo una sola partita giocata a dividersi fra la lega cinese e quella portoricana. Nel 2011 accetta l'ingaggio dei sudcoreani dell'Anyang KGC.